# Мадонна из сцены «Благовещение»
«Мадонна из сцены „Благовещение“» — картина итальянского художника эпохи Проторенессанса Симоне Мартини (Симоне ди Мемме) из собрания Государственного Эрмитажа, являющаяся правой створкой диптиха «Благовещение», левая створка которого находится в собрании Национальной галереи искусств в Вашингтоне.
На золотом фоне изображена сидящая на подушке Мадонна с книгой в руке; голова её повёрнута влево, как будто она прислушивается к кому-то, вокруг головы золотой нимб. По периметру картины сложный орнамент в технике сграффито по золотой краске.
Картина написана на тополевой доске, которая немного изогнута по вертикали. По всем краям имеются значительные утраты живописи вместе с грунтом. По верхнему краю над головой Мадонны небольшое сквозное отверстие — след от гвоздя, там же значительный скол доски. По нижнему краю следы от ожогов свечей. Очень плохо сохранился ультрамариновый плащ Мадонны, живопись сильно потёрта. Задняя сторона картины покрыта грунтом, слева фрагмент коричневого фона, имитирующего кожу, по которому также нанесён орнамент в технике сграффито.
Российский искусствовед Т. К. Кустодиева указывает, что сама поза Мадонны и положение её правой руки аналогичны изображению Девы Марии из совместной работы Симоне Мартини и Липпо Мемми «Благовещение» из галереи Уффици во Флоренции. По её мнению, подобные изображения Мадонны относятся к иконографическому типу «Мадонны Смирения» (Madonna dell’Umilta).
Ранняя история картины неизвестна. В начале XX века картина уже принадлежала графу Г. С. Строганову и хранилась в его римском доме. В 1911 году, после смерти Г. С. Строганова, картина была подарена Эрмитажу его дочерью М. Г. Щербатовой. Выставляется в здании Большого (Старого) Эрмитажа в зале 207 в специальной витрине с собственным внутренним микроклиматом.
Г. С. Строганов купил картину как работу неизвестного художника и сам назвал в качестве её автора Симоне Мартини. Также работой Мартини картину считали Б. Беренсон, А. Вентури, Ван Марле, В. Н. Лазарев и другие. Однако существуют и другие гипотезы авторства картины. Так, Рихтер не признавал авторства Симоне Мартини и считал, что картину написал Паоло ди Джованни Феи, а Вейгельт указал, что это работа мастерской Мартини. Большое распространение получила версия о том, что «Мадонна» выполнена Симоне Мартини совместно с братом Донато Мартини, которого отождествляют с Мастером Мадонны Штраус (Бенедиктис, Леоне де Кастрис и другие). Т. К. Кустодиева отмечает, что творчество Донато Мартини малоизученно и твёрдая аргументация об его участии в работе отсутствует, также она считает недостаточно аргументированными доводы и других исследователей, отвергавших авторство Симоне Мартини.
Фактически эрмитажная картина является правой створкой диптиха-складня со сценой Благовещения. Левая створка с изображением архангела Гавриила находится в собрании Национальной галереи искусства (дерево, темпера, инвентарный № 1939.1.216). Эта работа имеет очень близкий размер по отношению к эрмитажной «Мадонне» (31 × 21,5 см против 30,5 × 21,5 см), орнамент в технике сграффито по периметру абсолютно одинаков, и также повторяется орнамент на задней стороны картины. В Национальной галерее искусства обе створки диптиха считаются бесспорной работой Симоне Мартини, этой же точки зрения придерживаются и в Эрмитаже. Расхождения существуют только в датировке картин. В Вашингтоне считают, что «Архангел Гавриил» написан около 1330 года, а в Эрмитаже считается, что «Мадонна» написана Симоне Мартини во время его работы в Авиньоне в 1340—1344 годах.
Российский искусствовед Т. К. Кустодиева в своём обзоре эрмитажного собрания итальянского искусства эпохи Возрождения писала о картине:

В отличие от застылости и строгости византийских образов, Мария у Симоне Мартини — воплощение изысканной женственности. Легко склонив голову и глядя на вестника узкими миндалевидными глазами, мадонна в смущении запахивает на груди синий плащ. Тонкие длинные пальцы левой руки словно машинально касаются страниц молитвенника, от чтения которого её отвлёк ангел. <…> Всё вместе — контуры устремлённой ввысь грациозной фигуры, цвет, орнамент — рождает впечатление поэтичности и одухотворённости, бесконечно далёкие от византийской скованности и статики.